# Cangiante

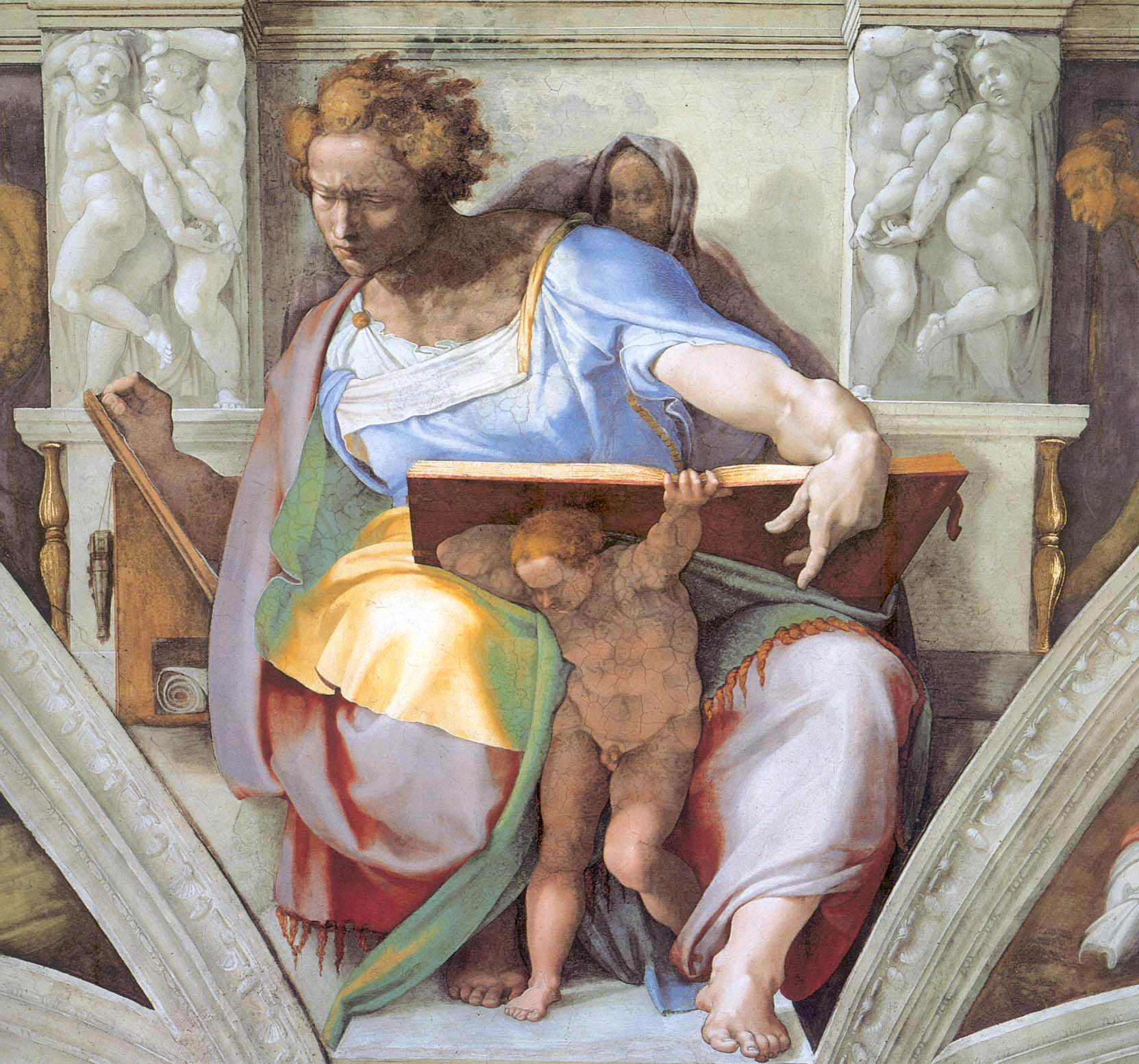
O profeta Daniel do teto da Capela Sistina (Renascimento).

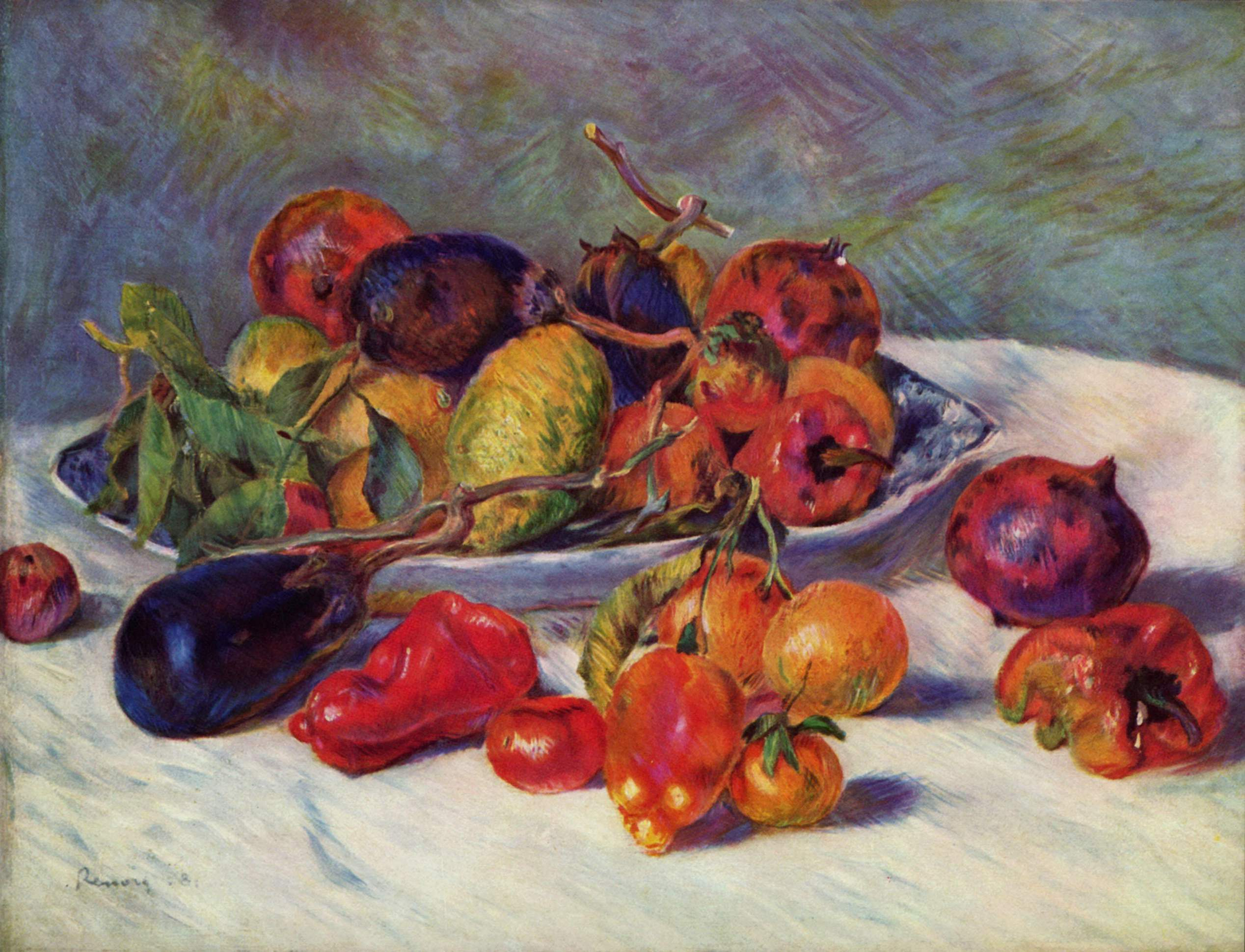
Natureza-morta de Renoir, a sombra do prato e as projetadas na mesa são roxas. (Impressionismo)

O cangiante (pronúncia italiana: [kanˈdʒante]) é um dos quatro cânones de pintura do Renascimento. A palavra deriva do italiano cangiare, que quer dizer «cambar» ou «mudar». O cangiante é caracterizado pelas alterações de matizes durante as variações de tonalidade. O pintor pode mudar, por exemplo, da cor amarela para a cor vermelha (independentemente da cor real do objeto) ao pintar as sombras de um objeto, simplesmente porque o amarelo a ser usado não pode se tornar suficientemente escuro.
Há, certamente, outros métodos de representação das sombras, mas, muitas vezes, os procedimentos disponíveis (misturando a tonalidade original com preto ou marrom) tornavam a cor da sombra opaca. É preciso também ter em mente que, na Renascença, a variedade de cores disponíveis era muito limitada.
O maior expoente desta técnica foi Michelangelo, a qual pode ser vista no teto da Capela Sistina. Na imagem do profeta Daniel, por exemplo, o uso do cangiante está na transição do verde para o amarelo nas vestes do profeta.
A técnica encontrou ampla aceitação e é agora uma técnica padrão dentro da pintura. É possível vê-la em uso no impressionismo (sombras roxas, violetas ou azuladas) e no fauvismo (sombras de cores diferentes da cor do objeto).